# Jaime Vela Erazo
Jaime Patricio Vela Erazo (Guayaquil, 23 de enero de 1964) es un general ecuatoriano. Es el actual el jefe del comando conjunto de las Fuerzas Armadas del Ecuador. 

## Biografía
Jaime Patricio Vela Erazo, nació en Guayaquil el 23 de enero de 1964, realizó sus estudios primarios en el Pensionado “Pedro Pablo Borja N° 3” y los secundarios en el Colegio “San Gabriel” de Quito. Una vez finalizada la educación secundaria ingresó a la Escuela Superior Naval, se graduó con el grado de teniente de corbeta-UN, tomando la especialidad de oficial de superficie.
El 20 de diciembre de 2019 fue ascendido al grado de contralmirante.

## Conflicto en Ecuador
En el contexto del conflicto armado interno de Ecuador, Vela ha liderado la respuesta militar a la crisis. Vela ha "prometido no dar marcha atrás ni negociar con grupos armados".